# Мануил Комнин Дука
Мануил Комнин Дука (греч. Μανουήλ Κομνηνός Δούκας) (1187 — 1241) — Фессалоникский император в 1230—1237 годы, правитель Эпира в 1230—1231 годах, а также правитель Фессалии в 1230—1237 и, затем в 1239—1241 годах.

## Происхождение
Мануил был сыном севастократора Иоанна Дуки и кузеном византийских императоров Исаака II и Алексея III, а его братья — Михаил (незаконорождённый) и Феодор являлись правителями Эпирского царства.
В период между 1225—1227 годами Мануил получил из рук Феодора титул деспота, и тогда же женился на Марии (незаконорождённой дочери Ивана II Асеня), что укрепило союз Эпира и Болгарии.

## Обретение власти. Свержение
После битвы при Клокотнице Феодор и его семья попали в болгарский плен, Мануил стал новым императором в Фессалониках. Также Мануил владел и Эпиром, который он отдал своему племяннику Михаилу II Комнину Дуке. К тому времени Вся Фракия и Македония, Северная Фессалия, Великая Влахия и Эпирский Диррахий отошли к Болгарии. Мануил заключил союз как с ахейским князем Жоффруа Виллардуэном, так и с королем Сербии Стефаном.
Власти Мануила никто не угрожал вплоть до 1237 года, когда его тесть Иван Асень женился на дочери Феодора Ирине. После этого он отпустил свою новую родню, и Комнины Дуки прибыли в Фессалоники. Вскоре Мануил был свергнут, и его выслали в малоазийский город Адалию. Мусульмане позволили ему отправиться в Никею.

## Возвращение домой
Получив от Иоанна III Дуки Ватаца деньги и флот, Мануил в 1239 году вернулся в Грецию, где захватил города Лариса, Фарсала и несколько крепостей, став правителем Фессалии. Феодор и его сын Иоанн признали его власть, и когда Мануил умер в 1241 году, он завещал свои владения своему племяннику — Михаилу II Комнину Дуке.

## Религиозная политика
Как и свои предшественники, Мануил вёл активные переговоры как с папством, так и с православной церковью. Но получив предостережения от местного духовенства, признал власть константинопольского патриархата, находившегося в Никейской империи.

## Семья
От брака с Марией Болгарской, у Мануила была одна дочь:
- Елена Комнина Дукиня — вышла замуж за тетрарха Халкиды Вильгельма Веронского.